# Полевой выезд
«Полевой выезд» (англ. «Field Trip») — 21-й эпизод 6-го сезона сериала «Секретные материалы». Премьера состоялась 9 мая 1999 года на телеканале FOX. Эпизод принадлежит к типу «монстр недели» и не связан с основной «мифологией сериала», заданной в первой серии. Режиссёр — Ким Мэннэрс, автор сценария — Фрэнк Спотниц, приглашённые звёзды — Робин Лайвли, Дэвид Денман, Джим Бивер, Митч Пиледжи, Том Брэйдвуд, Дин Хэглунд, Брюс Харвуд.
В США серия получила рейтинг домохозяйств Нильсена, равный 9,5, который означает, что в день выхода серию посмотрели 15,4 миллиона человек.
Главные герои серии — Фокс Малдер (Дэвид Духовны) и Дана Скалли (Джиллиан Андерсон), агенты ФБР, расследующие сложно поддающиеся научному объяснению преступления, называемые Секретными материалами.

## Сюжет
В данном эпизоде Малдер и Скалли расследуют загадочное обнаружение двух скелетов. Они обнаруживают гигантские грибницы, вызывающие у агентов два отдельных галлюциногенных эпизода, которые в конечном счете сливаются в одну, общую галлюцинацию. В итоге оба спасаются благодаря спасательной команде ФБР во главе с Уолтером Скиннером (Митч Пиледжи).